# Gnathophis parini
Gnathophis parini és una espècie de peix pertanyent a la família dels còngrids.

## Descripció
- Pot arribar a fer 13,7 cm de llargària màxima.
- Nombre de vèrtebres: 146-147.
- 227-242 radis tous a l'aleta dorsal.
- 177-204 radis tous a l'aleta anal.[5][6]

## Hàbitat
És un peix marí i batidemersal que viu entre 540 i 560 m de fondària.

## Distribució geogràfica
Es troba al Pacífic sud-oriental: Xile.

## Observacions
És inofensiu per als humans.